# Новый Парк
Новый Парк — поселок в Щёкинском районе Тульской области в составе Лазаревского сельского поселения.

## География
Находится в центральной части Тульской области на расстоянии приблизительно 8 км на юг-юго-запад по прямой от города Щёкино, административного центра района.

## История
В конце 1930-х годов отмечался как населенный пункт с 11 дворами.

## Население
Постоянное население составляло 10 человек (русские 100 %) в 2002 году, 7 в 2010.